# Astral Telecom
Astral Telecom a fost o companie furnizoare de televiziune prin cablu și internet din România.
A fost cumpărată de compania de telecomunicații UPC România în octombrie 2005,
pentru suma de 407 milioane dolari
Număr de angajați în 2001: 1.900
Cifra de afaceri:
- 2004: 78 milioane dolari[4]
- 2002: 36,5 milioane dolari[5]

## Istoric
Astral TV (denumirea inițială pentru Astral Telecom) s-a înființat oficial la finele anului 1993 la Cluj-Napoca, acționariatul fiind format din întreprinzători români privați, printre care Bela Urasi, constituit într-un grup cu un an înainte.
În anul 2000, compania a achiziționat firma Kappa într-o tranzacție de circa 8 milioane dolari.
În iulie-august 2000, Astral a finalizat fuzionarea prin absorbție a firmelor Gameland Galați, Storm TV și TV Cablu din Cluj-Napoca.
Până la sfârșitul anului 2000, în grupul Astral au mai intrat Kappa - București, Agapia - Suceava, Dacoluci - Mangalia și Metwooplast - Odorheiu Secuiesc.
În august 2001 divizia de internet avea 1.000 de abonați online și peste 6.000 de clienți dial-up sau la servicii pre-plătite.
În noiembrie 2001 compania avea 600.000 de abonați față de 550.000 câți avea RCS&RDS și 300.000 - UPC România.
În februarie 2002, Astral Telecom a preluat furnizorul de servicii internet Dynamic Network Technologies (DNT).
În aprilie 2003, compania avea 650.000 de clienți de televiziune prin cablu,
ajungând în aprilie 2005 la un număr de 800.000 de clienți în 200 de localități
iar în octombrie 2005, înaintea preluării de către UPC România, la un număr de 890.000 de clienți.
În aprilie 2005, Astral Telecom a achiziționat compania Cable Vision of Romania, de la Romtelecom, pentru suma de 8 milioane dolari.